# کتسکیل (روستا)، نیویورک
کتسکیل (به انگلیسی: Catskill) یک روستا در ایالات متحده آمریکا است که در شهرستان گرین، نیویورک واقع شده‌است. کتسکیل ۷٫۴ کیلومتر مربع مساحت و ۴٬۰۸۱ نفر جمعیت دارد و ۱۳ متر بالاتر از سطح دریا واقع شده‌است.